# Szent-Iványi Sándor
Sepsiszentiványi primor Szent-Iványi Sándor (Marosvásárhely, 1902. január 18. – Lancaster, Massachusetts, USA, 1983. október 16.) unitárius püspök, egyházi író, történész, politikus. Az amerikai magyar közélet meghatározó alakja, a Magyar Baráti Közösség egyik alapítója, a Szent-Iványi család egyik tagja.

## Életrajza
Régi erdélyi unitárius családból származott, apja, György bíró, anyja, Wiedemann Emília háztartásbeli volt. Iskoláit Marosvásárhelyen, az egyetemet Kolozsváron végezte, 1924-ben végzett lelkészként az Unitárius Teológiai Akadémián. 1926-ban ösztöndíjasként a Harvard Egyetemen magiszteri képesítést szerzett, majd Kolozsváron 1932-ben teológia tanári képesítést. Ezután a Chicagói Egyetemen, majd a Meadville Theological Schoolban folytatta tanulmányait, utóbbiban doktorált 1947-ben.
1927-ben választották a kolozsvári unitárius egyház lelkészévé, majd 1934-ben, miután megszerezte képesítését, teológiatanárává. 1939-ben az erdélyi viszonyok miatt Budapestre költözött, ahol hitoktató lett. 1941-től 1947-ig a budapesti unitárius egyház első lelkésze, 1945-1947 között pedig püspöki vikárius. 1930-31-ben szerkesztette az Unitárius Tudósítót, 1928 és 1937 között az Unitárius Közlöny, valamint 1929 és 1933 között az Unitárius naptár szerkesztője is volt.
1944-ben bujkáló angol katonáknak segített, a háború után pedig bekapcsolódott a politikába. 1945 elején részt vett a Polgári Demokrata Párt budapesti szervezeteinek megalakításában, amiért a párt ügyvezető elnökévé választották. 1945. április 2-án beválasztották az Ideiglenes Nemzetgyűlésbe. Az 1945-ös választásokon pártja színeiben a nagy-budapesti listáról bejutott az Országgyűlésbe. Teleki Géza lemondása után, 1945. július 27-től pártja elnöke lett. 1945–46-ban a Budapesti Nemzeti Bizottság, 1946-ban az Országos Nemzeti Bizottság tagja volt, illetve szintén 1945–46-ban a Magyar Vöröskereszt elnöke volt. 1946-ban Angliába, majd onnan az Amerikai Egyesült Államokba ment, ahonnét aztán többet már nem tért haza.

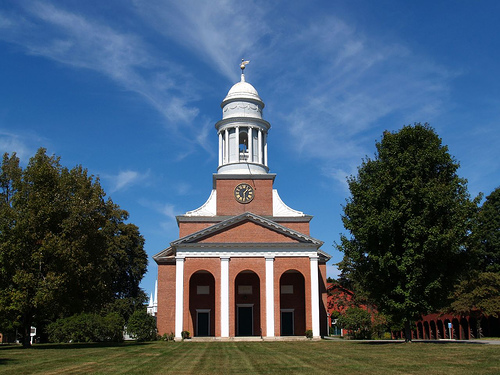
A lancasteri unitárius templom

1947-ben a Fáklya című folyóiratot szerkesztette, egyúttal emigrálása miatt megfosztották pártelnöki tisztségétől. 1949-ben lett amerikai állampolgár. 1952-ig Boston Jamaica Plain nevű negyedében található egyházközösség elnöke, majd 1952-től a massachusettsi Lancasteri Első Keresztény Egyház, majd a Clinton Első Unitárius Egyház vezető lelkésze volt nyugdíjba vonulásáig. Közben, 1948 és 1950 között a The Response című folyóirat főszerkesztője. 1950 és 1956 között ugyan tagja volt a Magyar Nemzeti Bizottmánynak, de az emigrációs politikától távol tartotta magát. 1955-től az Amerikai Magyar Könyvtár és Történelmi Társulat vezetője, az Amerikai Erdélyi Szövetség vezetőségi tagja. Húsznál több szépirodalmi, vallási és egyházi könyve, brosúrája jelent meg magyarul, hat pedig angolul is. 1967-ben segített életre hívni a Magyar Baráti Közösséget is az ország másik felén, a nyugati parton. Lancasterben érte a halál; szívroham végzett vele.

## Öröksége
A Magyar Unitárius Egyház Magyarországi Egyházkerülete 2014. január 16-17-én konferenciát szervezett Szent-Iványi Sándor emlékére. Ekkor került sor a Dr. Szent-Iványi Sándor Unitárius Gyűjtemény névadó ünnepségére.

## Főbb művei
- Még csak egy fél év az élet; Corvin Ny., Cluj, 1928 (A nép barátja)
- Jézus emberarca. Elmélkedések az élet fejedelméről; Minerva, Cluj, 1929
- Az unitárizmus fejlődése; Corvin Ny., Cluj-Kolozsvár, 1932 (Szabadelvű vallásos értekezések)
- Az unitárizmus lényege; Corvin Ny., Cluj-Kolozsvár, 1932 (Szabadelvű vallásos értekezések)
- Világosság felé... Beszédek, elmélkedések; Tip. Orient, Cluj, 1935
- Jézus gyógyításai. Lélektani tanulmány; Pallas Ny., Cluj, 1937 (Szabadelvű vallásos értekezések)
- Áldott percek. Ágendák és beszédek; s.n., s.l., 1935
- Az unitárius élet munkásai; szerk. Ferencz József, Szent-Iványi Sándor; Unitárius Értesítő, Bp., 1940
- Magasságok felé; ill. Byssz Róbert; Hungária, Bp., 1942
- A magyar vallásszabadság; American Hungarian Library and Historical Society, New York, 1964 (Kézirat könyvtár)
- Műveinek egyrésze megtalálható az Unitárius tudástárban[3]